# Expendable (povestire)
„Expendable” este o povestire science-fiction a scriitorului american Philip K. Dick. A fost publicată pentru prima dată în revista The Magazine of Fantasy and Science Fiction, numărul din iulie 1953.  
Scenariul se concentrează asupra unei ființe umane nedenumită, prinsă în mijlocul conflictului de milioane de ani dintre descendenții degenerați ai insectelor (locuitorii originali ai Pământului) și oameni (specia invadatoare). 
Dick a explicat mai târziu de unde i-a venit inspirația pentru această povestire: "Am avut ideea când o muscă mi-a bâzâit pe la cap într-o zi și mi-am imaginat (paranoia într-adevăr!) că aceasta râde de mine".